# Barwerkzeug

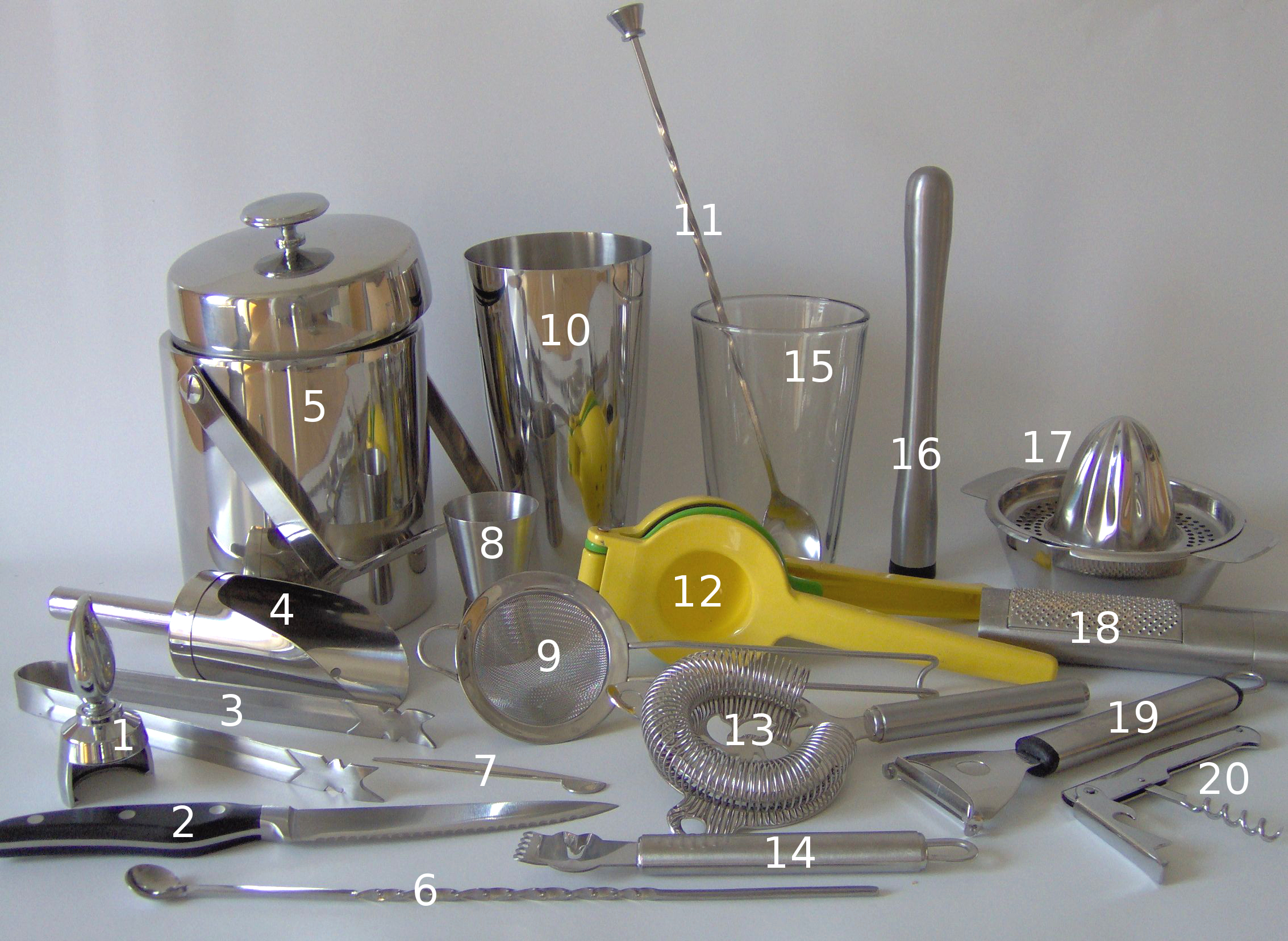
Barwerkzeuge (von links nach rechts): (1) Champagnerverschluss, (2) Küchenmesser, (3) Eiszange, (4) Eisschaufel, (5) Eiseimer, (6) kleiner Barlöffel, (7) Cocktailspieß, (8) Jigger, (9) Teesieb, (10) Boston Shaker (Metallbecher), (11) Barlöffel, (12) Einhand-Zitruspresse („Zitronenzange“), (13) Barsieb, (14) Zestenreißer / Juliennereißer mit Kanneliermesser, (15) Boston Shaker (Mixglas), (16) Stößel, (17) Zitronenpresse, (18) Muskatreibe, (19) Sparschäler, (20) Korkenzieher (Kellnermesser).

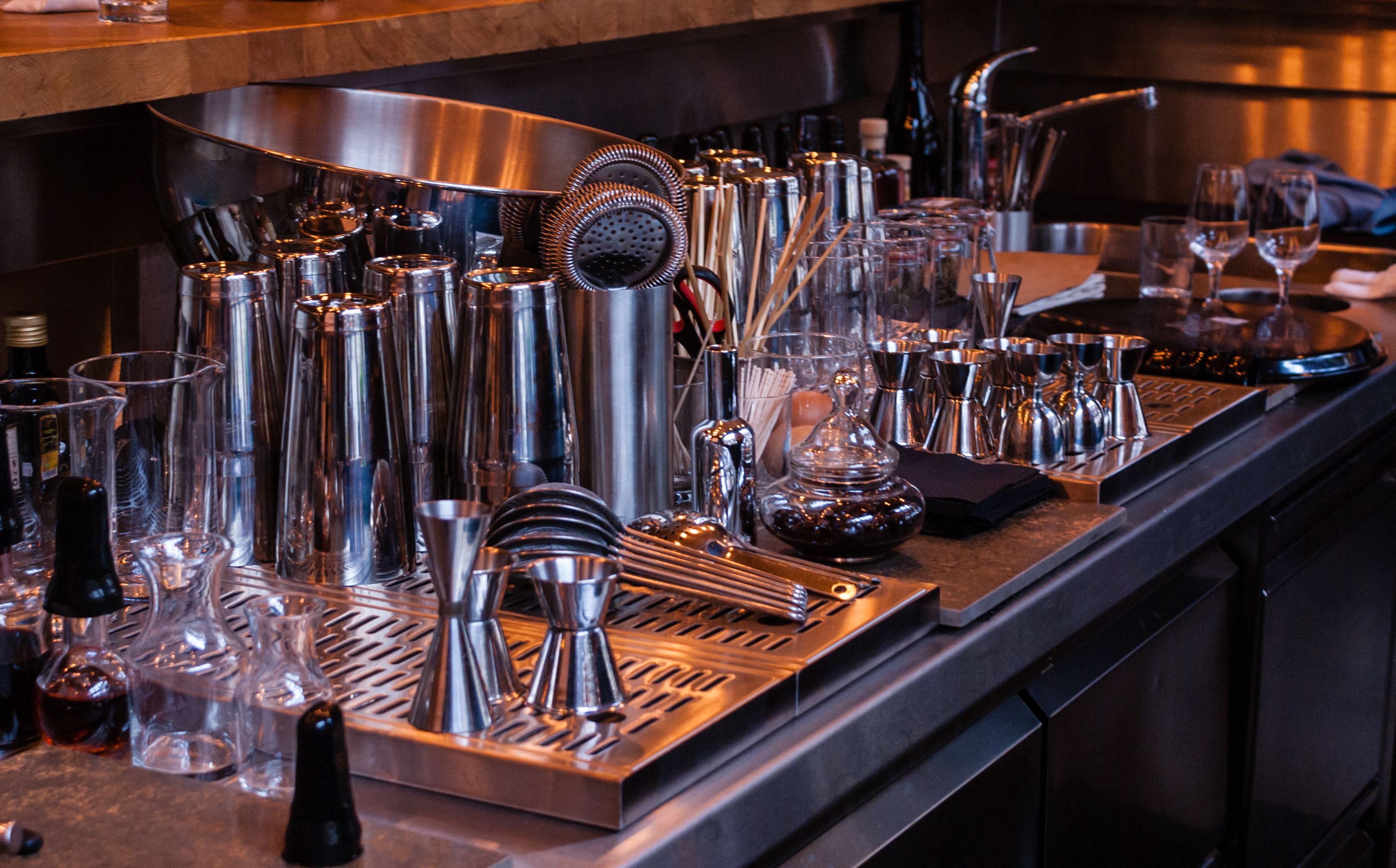
Barwerkzeuge einer Cocktailbar auf Tropfblechen

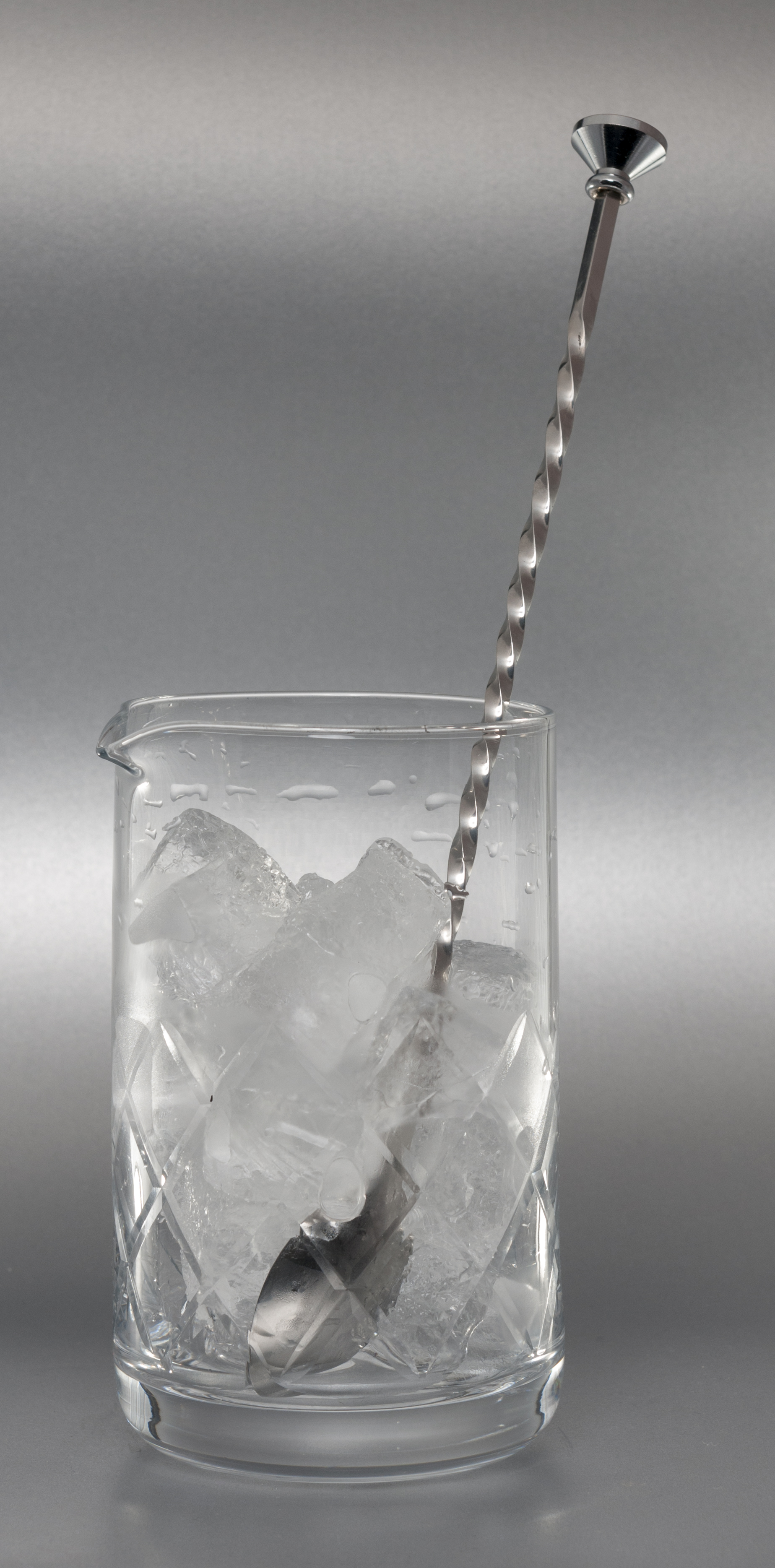
Mit Eiswürfeln gefülltes Rührglas, Barlöffel

Ein Barwerkzeug (engl. bar tool) ist ein Werkzeug oder Küchengerät, das an der Bar oder bei der Zubereitung von Cocktails eingesetzt wird. Im engeren Sinn sind mit dem Begriff Werkzeuge gemeint, die speziell für die Verwendung beim Mixen bestimmt sind, in einem weiteren aber auch andere Gegenstände, die typischerweise an der Bar vorkommen (engl. bartending equipment).

## Mixgefäße
- Cocktail-Shaker (1. Bild Nr. 10 und 15): Er dient zum Shaken (Schütteln) und Kühlen der Zutaten. Abgebildet ist ein Boston-Shaker, bestehend aus Metallbecher (1. Bild Nr. 10) und Mixglas (1. Bild Nr. 15). Das Mixglas kann auch als Rührglas für Cocktails dienen, die nicht geschüttelt werden.
- Rührglas oder Mixglas (3. Bild): Darin werden Drinks zubereitet, für die das Rühren auf Eis ausreicht, zum Beispiel die meisten Aperitifs und klassische Shortdrinks wie Martini oder Manhattan. Rührgläser sind dickwandige Bechergläser und haben meistens eine Ausgießlippe. Alternativ kann das Glas eines Boston Shakers (1. Bild Nr. 15) zum Rühren verwendet werden.
- Mixer zur Zubereitung insbesondere von sahnig-cremigen Drinks, zum Zerkleinern und pürieren von Früchten und für Frozen Cocktails, in denen das Eis mit gemixt wird, so dass eine sorbetartige Masse entsteht.
- Elektrischer Blender mit Metallstab und Metallbecher für die Zubereitung von schwer mischbaren Drinks.

## Abmessen
- Dashbottle Kleines Spritzfläschchen zum Dosieren einzelner Dashes flüssiger Zutaten, vor allem Cocktailbitters
- Jigger oder Barmaß (1. Bild Nr. 8): ein kleiner Messbecher zum Abmessen geringer Flüssigkeitsmengen, je nach Größe zwischen 1 und 4, maximal 10 cl, auf dem Bild als Doppelmessbecher mit 2 und 4 cl.
- Ausgießer: In professionellen Bars werden sie anstelle der Originalverschlüsse auf die Spirituosenflaschen gesteckt. Mit einiger Übung können Barkeeper damit Flüssigkeiten auch ohne Jigger genau dosieren.

## Rühren
- Barlöffel (1. Bild Nr. 6 und 11, 3. Bild): Er hat mehrere Funktionen. Zum einen dient er zum Rühren von Cocktails mit Eiswürfeln im Rührglas. Der lange, oftmals gedrehte Stiel erleichtert dabei schnelles Rühren aus dem Handgelenk, wobei die Rückseite des Löffels kreisend innen an der Glaswand entlang fährt. Auch Cocktails, die direkt im Gästeglas zubereitet („gebaut“) werden, können damit umgerührt werden, bevor serviert wird. Zweitens dient er zum Abmessen von Zutaten (1 Barlöffel = 1 BL = ca. 0,5 cl, etwa 1 Teelöffel). Schließlich haben viele Barlöffel am Stielende noch einen kleinen Stößel, um Früchte, Kräuter oder Würfelzucker im Shaker zu zerdrücken.
- Sektquirl: diente früher dazu, überschüssige Kohlensäure aus Schaumweinen zu entfernen, wird heute aber nur noch selten so verwendet. Mit dem kleinen Schneebesen lässt sich Sahne leicht anschlagen, zum Beispiel für einen Irish Coffee.

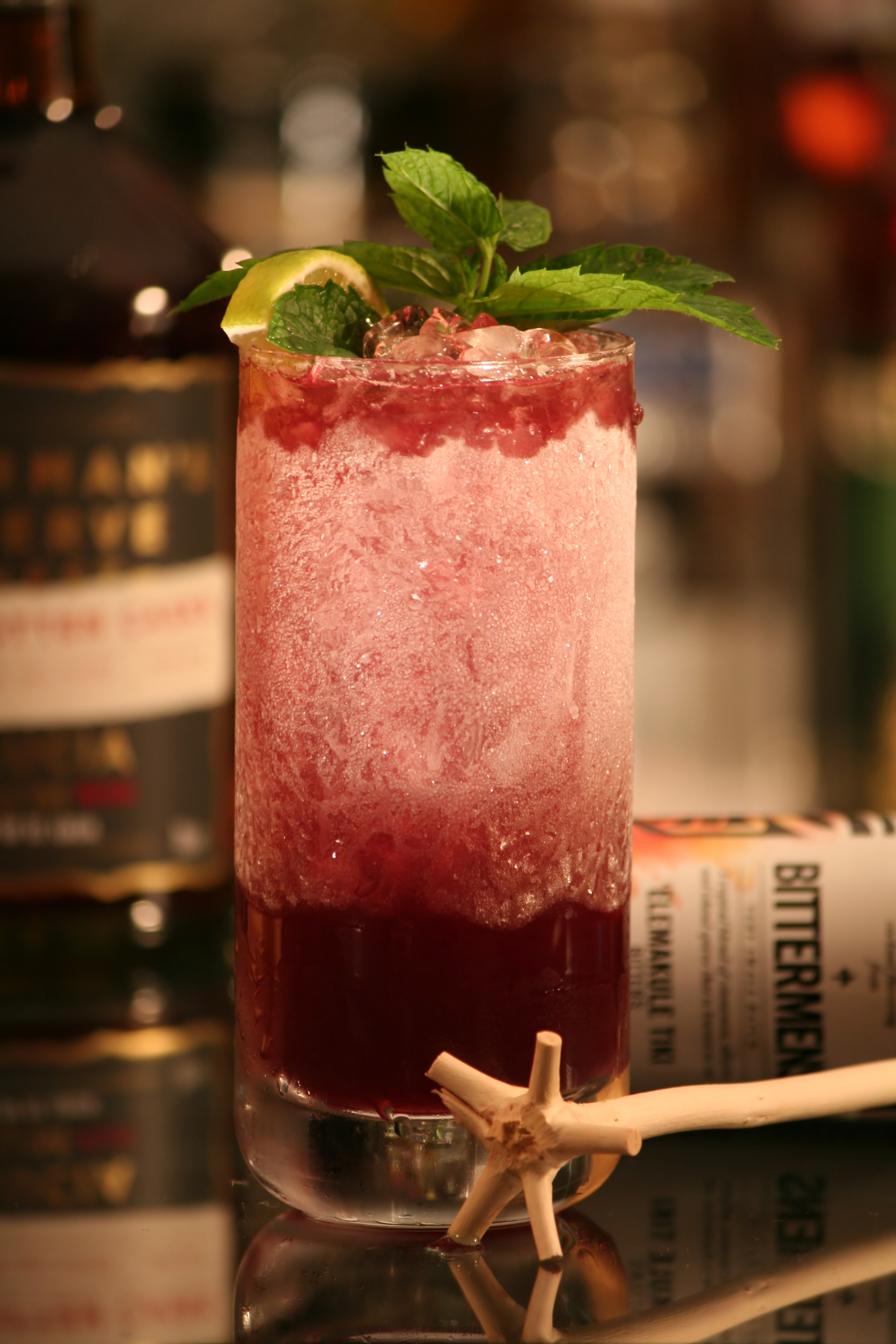
Swizzle Stick mit einem geeisten Highballglas

- Swizzle Stick: naturbelassener Rührstab aus Holz, dessen Stiel zwischen den Handflächen gedreht wird. Er wird vor allem bei der Zubereitung einiger Tiki-Drinks eingesetzt, die mit Crushed Ice zubereitet werden.

## Zutaten verarbeiten

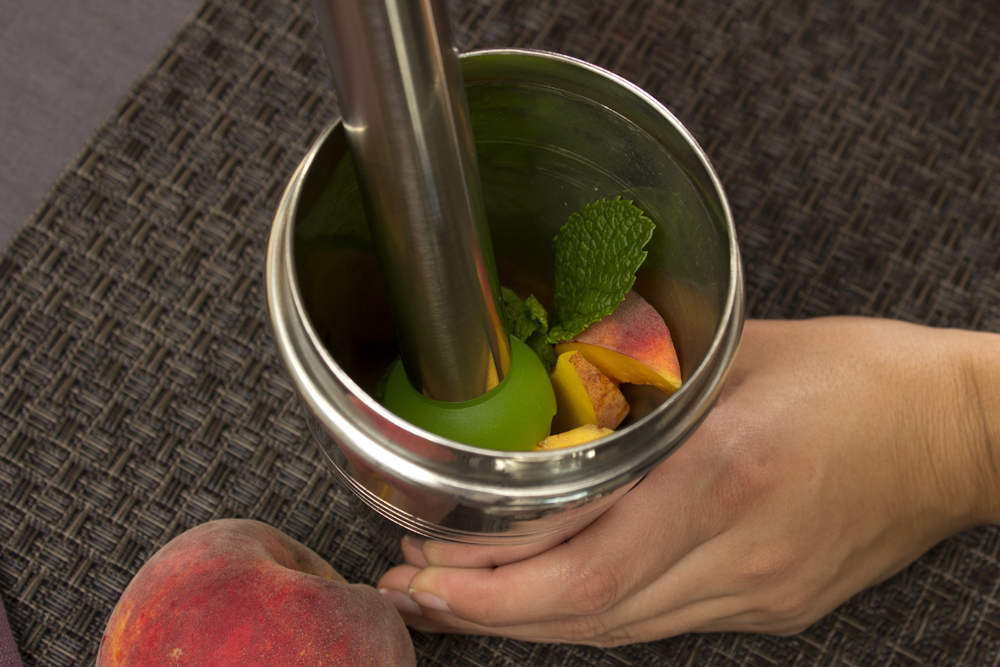
Zerdrücken („muddeln“) von Früchten und Minze mit einem Stößel im Cocktail-Shaker.

- Stößel (engl. muddler) (1. Bild Nr. 16): zum Zerdrücken von Kräutern, Früchten und anderen festen Zutaten im Shaker (fachsprachlich muddeln).
- Zitronenpresse (1. Bild Nr. 17): zur Herstellung frisch gepresster Zitrussäfte, zum Beispiel für die wichtige Gruppe der Sours, Fizzes und Collinses.
- Limettenpresse (Handpresse) (1. Bild Nr. 12): Damit lassen sich halbe Limetten mit einem Handgriff direkt über dem Shaker auspressen. Einhandpressen, selten auch Zitronenzangen genannt, gibt es in verschiedenen Größen sowie mit mehreren Einsätzen (siehe Abbildung), die sich gleichermaßen für Zitronen und Limetten eignen.
- Muskatreibe (1. Bild Nr. 18): Damit kann Muskatnuss frisch über einen Cocktail gerieben werden, zum Beispiel beim Alexander oder vielen Tiki-Drinks. Küchenreiben werden zum Reiben von Ingwer oder Schokolade verwendet.
- Sparschäler (1. Bild Nr. 19): Damit werden Zesten (dünne Stückchen von Zitrusschalen) geschnitten, die als Twist zur Aromatisierung von Cocktails sowie zur Dekoration verwendet werden.
- Zestenreißer / Juliennereißer mit Kanneliermesser (1. Bild Nr. 14): Dient ebenfalls der Herstellung von Dekorationen, zum Beispiel spiralförmigen Streifen von Zitrusschalen.
- Küchenmesser (1. Bild Nr. 2): Für die Vorbereitung frischer Früchte und Kräuter und zum Herstellen von Dekorationen am Cocktailglas.
- Schneidbrett

## Umgang mit Flaschen und Dosen
- Champagnerverschluss (1. Bild Nr. 1), um angebrochene Sekt- oder Champagnerflaschen luftdicht verschließen zu können, damit die Kohlensäure nicht entweicht.
- Korkenzieher (Kellnermesser) (1. Bild Nr. 20) zum Öffnen von Weinflaschen. Mit dem integrierten Messer des abgebildeten Kellnermessers (engl. sommelier knife) lässt sich die Folie von Wein- und Champagnerflaschen entfernen.
- Flaschenöffner zum Öffnen von Softdrink-Flaschen und Sodawasser. Zum Öffnen von Champagnerflaschen gibt es spezielle Champagnerzangen, die einem zangenartigen Nussknacker ähneln. In die Flasche gerutschte Weinkorken lassen sich mit Hilfe von speziellen Drahtschlaufen, auch „Wein-Hebamme“ genannt, entfernen.
- Dosenöffner zum Öffnen von Konservendosen, beispielsweise Cream of Coconut.

## Umgang mit Eis
- Eiseimer (1. Bild Nr. 5), häufig doppelwandig isoliert
- Eiszange (1. Bild Nr. 3) oder Eisschaufel (1. Bild Nr. 4): Eiswürfel werden aus hygienischen Gründen nie mit der Hand berührt.
- Eismaschine oder Eiswürfel-Formen (Eiswürfelbereiter) zur Herstellung von Eiswürfeln, Eisbällen und weiteren Formen Siehe auch: „Eis“ im Artikel Cocktail
- Eiscrusher: Gerät zur Herstellung von Crushed Ice (zerstoßenem Eis), alternativ können größere Eisstücke auch in einen fusselfreien Eisbeutel oder saubere Küchentücher gegeben und mit einem Hammer zerschlagen werden. In manuellen Eiscrushern werden die Eiswürfel mechanisch gemahlen, in elektrischen Geräten teils auch mit hoher Geschwindigkeit rotiert und zerschlagen, wodurch das Eis feiner, aber auch matschiger wird. Für die Gastronomie gibt es elektrische Eiscrusher mit großer Kapazität.
- Eispickel zum Zerkleinern von Stangeneis oder Blockeis und um aneinander gefrorene Eiswürfel oder gefrorene Früchte zu trennen.
- Glas-Rimmer: Flache Schalen, in denen der Rand von Cocktailgläsern gedreht wird, um sie anzufeuchten und sodann mit einem Salz- oder Zuckerrand zu versehen.

## Abseihen und Servieren
- Barsieb (engl. Strainer) (1. Bild Nr. 13): Damit wird das zum Schütteln oder Rühren verwendete Eis, sowie gegebenenfalls Fruchtstückchen, beim Abseihen im Shaker oder Rührglas zurückzuhalten. Verbreitet ist der abgebildete Hawthorne Strainer mit Metallspirale, daneben gibt es noch den Julep Strainer, der wie ein großer Löffel mit Löchern aussieht.
- Küchen- oder Teesieb (1. Bild Nr. 9): Es wird beim Abseihen benötigt, wenn Kräuter, Gewürze oder kleine Fruchtstückchen mitgeschüttelt wurden oder um auch feinste Eissplitter zurückzuhalten. Das doppelte Abseihen durch ein Barsieb und zusätzlich ein Teesieb heißt auch finestrain oder double strain.
- Limettenzange: Sie dient dazu, Limetten- oder Zitronenstückchen auf den fertig zubereiteten Cocktail zu geben. Auch zum Befestigen anderer Dekorationen werden Zangen empfohlen.
- Absinthlöffel für das Absinth-Ritual.
- Cocktailspieß, auch Cocktail-Pick (1. Bild Nr. 7): kleine Spieße aus Kunststoff, Holz oder Metall, etwas länger als ein Zahnstocher, an denen Dekorationen befestigt werden, beispielsweise Oliven im Martini. Streng genommen zählen sie nicht zu den Barwerkzeugen, da sie mit serviert werden.

## Sonstiges
- Barmatte: Gummimatte mit Noppen und Umrandung, in der sich Tropf- und Kondenswasser sammeln kann. Barmatten dienen sowohl als Unterlage am Arbeitsplatz eines Barkeepers als auch zur Präsentation von Drinks am Tresen. Eine übliche Größe ist etwa 45 × 30 cm, längliche Barmatten für den Tresen haben oft Maße von etwa 10 × 60 cm.
- Tropfblech (2. Bild): Tropfbleche fangen Tropf- und Kondenswasser von Gläsern, Mixgefäßen und anderen Barwerkeugen auf. Sie sind entweder in den Bartresen eingelassen und verfügen über einen Abfluss, oder sie werden wie eine Barmatte oder ein Tablett verwendet und müssen gelegentlich geleert werden. Tropfbleche sind etwa 2 cm hoch und meist aus Edelstahl gefertigt.